# Christophe Maé
Christophe Martichon (Carpentras, Francia, 16 de octubre de 1975), más conocido por su nombre artístico Christophe Maé, es un cantautor francés. Su irrupción en el panorama musical francés tuvo lugar en 2007 con el sencillo «On s'attache», confirmando su éxito con las canciones «Parce que on sait jamais» y «Dingue, dingue, dingue». La calidad de su producción y su trayectoria artística le han hecho ser vencedor de varios galardones de los NRJ Music Awards y un premio a "Grupo o Artista revelación del público" en las Victoires de la musique. Maé es participante de Les Enfoirés desde 2008 y está casado con Nadège Sarron, con la que ha tenido dos hijos.

## Discografía

### Álbumes de estudio
| Año  | Álbum              | Posiciones en listas musicales | Posiciones en listas musicales | Posiciones en listas musicales | Posiciones en listas musicales | Posiciones en listas musicales | Posiciones en listas musicales | Certificaciones                |
| Año  | Álbum              | FR                             | FR (DL)                        | BEL (Flan.)                    | BEL (Val.)                     | CAN                            | SUI                            | Certificaciones                |
| ---- | ------------------ | ------------------------------ | ------------------------------ | ------------------------------ | ------------------------------ | ------------------------------ | ------------------------------ | ------------------------------ |
| 2006 | Sa danse donne     | -                              | 8                              | -                              | -                              | -                              | -                              |                                |
| 2007 | Mon paradis        | 1                              | 1                              | -                              | 1                              | -                              | 18                             | - SUI: Platino - FRA: Diamante |
| 2008 | Comme à la maison  | 1                              | 8                              | -                              | 1                              | -                              | 13                             | - SUI: Oro - FRA: x2 Platino   |
| 2010 | On trace la route  | 1                              | 1                              | -                              | 1                              | -                              | 3                              | - SUI: Platino - FRA: Diamante |
| 2013 | Je veux du bonheur | 1                              | -                              | 32                             | 1                              | -                              | 4                              | - SUI: Oro                     |
| 2016 | L'Attrape-rêves    | 1                              | -                              | 49                             | 1                              | 9                              | 2                              | - FRA: x3 Platino              |
| 2019 | La Vie d'artiste   | 2                              | -                              | -                              | 2                              | -                              | 6                              | - FRA: Platino                 |
| 2023 | C'est drôle la vie | 3                              | -                              | -                              | 4                              | -                              | 11                             |                                |

### Sencillos
| Año  | Título                      | Posiciones en listas musicales | Posiciones en listas musicales | Posiciones en listas musicales | Posiciones en listas musicales | Posiciones en listas musicales | Certificaciones | Álbum                      |
| Año  | Título                      | FRA                            | FRA (Num.)                     | BEL (Val.)                     | SUI                            | SUI (Rom.)                     | Certificaciones | Álbum                      |
| ---- | --------------------------- | ------------------------------ | ------------------------------ | ------------------------------ | ------------------------------ | ------------------------------ | --------------- | -------------------------- |
| 2006 | Ça marche                   | -                              | 8                              | -                              | -                              | -                              |                 |                            |
| 2007 | On s'attache                | 1                              | 2                              | 4                              | 27                             | -                              |                 | Mon Paradis                |
| 2007 | Parce qu'on sait jamais     | 6                              | 12                             | 10                             | 52                             | -                              |                 | Mon Paradis                |
| 2007 | Ça fait mal                 | -                              | 3                              | 16                             | 85                             | -                              |                 | Mon Paradis                |
| 2008 | Belle demoiselle            | 13                             | 13                             | 10                             | 74                             | -                              |                 | Mon Paradis                |
| 2008 | C'est ma Terre              | -                              | 11                             | 18                             | 91                             | -                              |                 | Comme à la maison          |
| 2008 | Mon p'tit gars              | 2                              | 18                             | 33                             | -                              | -                              |                 | Comme à la maison          |
| 2010 | Dingue, dingue, dingue      | 1                              | 6                              | 4                              | 30                             | 10                             |                 | On trace la route          |
| 2010 | J'ai laissé                 | -                              | 2                              | 16                             | -                              | -                              |                 | On trace la route          |
| 2010 | Je me lâche                 | -                              | 14                             | 12                             | 47                             | -                              |                 | On trace la route          |
| 2010 | Pourquoi c'est beau         | -                              | 33                             | -                              | -                              | -                              |                 | On trace la route          |
| 2011 | La rumeur                   | 53                             | 53                             | -                              | -                              | -                              |                 | On trace la route          |
| 2011 | Un peu de blues             | 29                             | 29                             | 24                             | -                              | -                              |                 | On trace la route Live     |
| 2013 | Tombé sous le charme        | 11                             | 11                             | 7                              | 38                             | 16                             |                 | Je veux du bonheur         |
| 2013 | Je veux du bonheur          | 90                             | 90                             | -                              | -                              | -                              |                 | Je veux du bonheur         |
| 2013 | La poupée                   | 40                             | 40                             | 49                             | -                              | -                              |                 | Je veux du bonheur         |
| 2014 | Ma douleur, ma peine        | 144                            | 144                            | -                              | -                              | -                              |                 | Je veux du bonheur         |
| 2014 | Charly                      | -                              | -                              | -                              | -                              | -                              |                 | Je veux du bonheur         |
| 2016 | Il est où le bonheur        | 4                              | 4                              | 14                             | 70                             | 5                              | - FRA: Platino  | L'Attrape-rêves            |
| 2016 | La Parisienne               | 111                            | 111                            | 30                             | -                              | -                              |                 | L'Attrape-rêves            |
| 2017 | Marcel                      | 95                             | 95                             | -                              | -                              | -                              |                 | L'Attrape-rêves            |
| 2019 | Les gens                    | 15                             | 15                             | 13                             | -                              | 5                              |                 | La Vie d'artiste           |
| 2019 | Casting                     | 17                             | 17                             | -                              | -                              | 15                             |                 | La Vie d'artiste           |
| 2020 | La vie d'artiste            | 122                            | 122                            | 47                             | -                              | -                              |                 | La Vie d'artiste           |
| 2020 | L'Ours (con Youssou N'Dour) | 28                             | 28                             | -                              | -                              | 7                              |                 | Ma vie d’artiste Unplugged |